# 玉叶金花
玉叶金花（學名：Mussaenda pubescens），別稱毛玉葉金花、野白紙扇、野血紙扇 、白紙扇、白頭公、白蝴蝶、白茶、白甘草、白葉子、三白樹、牙八樹、山甘草、土甘草、野甘草、百花茶、良口茶、黏滴草、雞腸風、涼口茶、涼口煙、涼茶藤、涼藤子、大涼藤、小涼藤 、蝴蝶藤、黃蜂藤、兩口烟藤、仙甘藤、生肌藤、水藤根

，為龍膽目茜草科玉葉金花屬植物。本種白色葉狀萼裂片稱為玉葉，金黃色五星形的小花稱為金花，因而得名玉葉金花。

## 形態
玉葉金花是一種常綠攀援狀灌木植物，嫩枝披棕褐色貼伏狀短柔毛，成長後柔毛脫落，常高約1－2米，高可達5米。葉卵狀披針形或卵狀長圓形，薄紙質或膜質，單葉對生或近輪生，先端漸尖，基部稍偏斜或平截，全緣，表面深綠色，近無毛或披疏毛，背面淡綠色，密披白色短柔毛，長約5－9厘米，寬約2－4厘米；葉脈披毛，側脈約7對，中脈及側脈隆起；
葉柄密披灰褐色粗柔毛，長約3－8毫米；托葉三角形，2深裂，長約5－7毫米，頂端2深裂，裂片條形，披柔毛，長約4－6毫米。花為聚傘花序，頂生，密生多花，無總花梗或具極短的梗；苞片線形，披硬毛，長約4毫米；花5枚，花無梗或具極短的梗；花萼管陀螺形，外披柔毛，長約2－4毫米，萼簷5深裂，裂片線形，通常比花萼管長2倍以上，基部密披白色柔毛，向上漸稀疏，長約3－4毫米；有些花其中的1－2枚萼裂片會增大變成葉狀裂片，有時缺失，闊卵形至長圓形，白色，頂端短尖或鈍，基部狹窄，有縱脈5－7條，長約2.5－4厘米，寬與長近相等，柄兩面披柔毛，長約1－2.8厘米；花冠黃色，冠管柔弱，外披貼伏短柔毛，內面喉部密披棒狀毛，長約2厘米；花冠裂片5枚，長圓狀披針形，頂端漸尖，鑷合狀排列，內面密生金黃色粉末狀小凸點，長約4毫米；雄蕊5枚，著生於花冠喉部，花絲極短，雌蕊1枚，柱頭2歧；子房2室。果為肉質漿果，近球形，頂部有萼檐脫落後的環狀疤痕，疏披柔毛，成熟時轉為黑紫色，長約8－10毫米，寬約6－7.5毫米；果柄疏披毛，長約4－5毫米。

## 分佈
分佈於中國、台灣中北部、日本等地，原產於亞熱帶地區。中國國內分佈於福建、廣東、香港、廣西、海南、四川、江西、湖南及浙江等省份。多生長於山麓至低海拔山區、溪谷、灌叢或村旁等地。

## 醫藥用途
玉葉金花的枝葉入藥，味甘、微苦，性凉，有毒，歸膀胱、肺及大腸經，藥材主產於福建、廣東、台灣等地，中醫歸類為解表藥、利濕藥。中藥名為玉葉金花或山甘草，具解表，清熱利濕、解毒消腫、清涼消暑、活血化瘀等功效，主治感冒、發熱、咳嗽、咽喉腫痛、咽喉炎、支氣管炎、中暑、痢疾、洩瀉、腎炎水腫、瘡瘍膿腫、子宮出血、濕熱小便不利及毒蛇咬傷等。根與藤能治腸胃疾病及預防流感等功效。福建民間利用玉葉金花的枝葉煎劑作為墮胎或避孕之用。廣西民間於夏季時熬製玉葉金花作解毒涼茶及防暑之用。

## 相似物種
- 散玉葉金花（Mussaenda divaricata），同為茜草科玉葉金花屬植物，分別在於玉葉金花的葉及白色花瓣狀萼裂片較散玉葉金花的為小[17]。
- 楠藤（Mussaenda erosa），同為茜草科玉葉金花屬植物，分別在於玉葉金花的花序較楠藤的為小及玉葉金花沒有總花梗[1][6][18]。

## 外部連結
- . 藥用植物圖像數據庫 (香港浸會大學中醫藥學院).   [November 28, 2011]. （原始内容存档于2016-03-04）.
- 玉葉金花 Yu Ye Jin Hua （页面存档备份，存于） 中藥標本數據庫 (香港浸會大學中醫藥學院) （繁體中文）（英文）

- （简体中文）中国数字植物标本馆中的相关内容：玉叶金花
- （简体中文） 茜草科玉叶金花[]中國植物圖像庫
- （简体中文）玉葉金花物種相冊 （页面存档备份，存于）中國自然標本館
- （繁體中文） 玉葉金花 （页面存档备份，存于）柴娃娃植物網
- （简体中文） 玉叶金花Mussaenda pubescens Ait. f.中國科普博覽
- （繁體中文） 植物物種資訊 （页面存档备份，存于）臺灣本土植物資料庫
- （繁體中文） Mussaenda pubescens[永久]香港植物標本室